# Килан
Килан (фр. Culan) насеље је и општина у централној Француској у региону Центар (регион), у департману Шер која припада префектури Сент Аман Монрон.
По подацима из 2011. године у општини је живело 788 становника, а густина насељености је износила 38,95 становника/km². Општина се простире на површини од 20,23 km². Налази се на средњој надморској висини од 270 метара (максималној 332 m, а минималној 220 m).

## Демографија
| 1962. | 1968. | 1975. | 1982. | 1990. | 1999. | 2011. |
| ----- | ----- | ----- | ----- | ----- | ----- | ----- |
| 1.359 | 1.310 | 1.164 | 1.055 | 932   | 822   | 788   |

График промене броја становника у току последњих година